# 大須賀胤信
大須賀 胤信（おおすが たねのぶ）は、平安時代末期から鎌倉時代前期の武将。房総平氏宗家である桓武平氏良文流千葉氏の一族・大須賀氏初代惣領である。

## 生涯
平安時代末期における下総国の有力在庁官人、官途名は千葉介。下総権介千葉常胤と正室（秩父重弘の娘）との間に生まれた四男である。
平安時代末期、大須賀保（現在の成田国際空港周辺から九十九里周辺、千葉県成田市大菅、小菅利根一帯、香取海の浜辺）は上総広常の領地であったが、源頼朝への謀叛の疑いで梶原景時により千葉介広常が誅殺され、頼朝より信頼の厚かった胤信に与えられた。当時、胤信は千葉県多部田周辺に領地を有していたが、大須賀保の地頭職になった事で大須賀胤信を称した。これは頼朝への尊敬と忠義からであった。
治承4年（1180年）、伊豆国で挙兵した源頼朝が石橋山の戦いに敗れた後に安房国へ逃れると頼朝は直ちに胤信の父・常胤に加勢を求める使者として安達盛長を送った。『吾妻鏡』によれば、胤信は父や兄弟らとこれを丁重に迎え入れたとされる（治承4年9月9日条）。9月17日に胤信は父に随行し千葉一族300騎を率いて下総国府に赴き頼朝に参陣したとしている。
胤信は源氏軍の与力として活躍。富士川の戦い後、上洛を焦る頼朝を、父常胤と共に宥めたと言われている。佐竹氏討伐を進言して相馬御厨の支配を奪還する。元暦元年（1184年）には、源範頼軍に属して一ノ谷の戦いに参加、その後は豊後国に渡り軍功を上げた。文治3年（1187年）洛中警護のため上洛。文治5年（1190年）の奥州合戦では東海道方面の大将に任じられて攻め上り、その功績で頼朝から正治2年（1200年）、陸奥国好島庄（現在の福島県いわき市）を賜った。平等を重んじる胤信は承元元年（1208年）に「好島庄預所職」を東西に二分して、「好島東庄」を嫡子・通信へ、「好島西庄」は四男の胤村に与えた。
建暦3年（1213年）5月に鎌倉幕府内で起こった有力御家人和田義盛を首謀とする軍事クーデター（和田合戦）が起こり、胤信は鎌倉幕府の第2代執権である北条義時の命により三浦氏、足利氏と共に反乱軍の鎮圧に兵を挙げる。その功績が評価され鎌倉幕府より甲斐国井上庄を賜った。